# Ursula Ganz-Blättler
Ursula Ganz-Blättler (* 1958) ist eine Schweizer Film- und Fernsehwissenschaftlerin.

## Werdegang
Sie studierte an der Universität Zürich Allgemeine Geschichte und promovierte in Mediävistik. Sie arbeitete als Filmkritikerin und war als Assistentin und Lehrbeauftragte am Institut für Publizistik- und Medienwissenschaften (IPMZ) tätig. 2009 habilitierte sie sich an der Universität Fribourg im Bereich Film- und Fernsehwissenschaften. Sie war Dozentin an der School of Humanities and Social Sciences (SHSS) der Universität St. Gallen und an der Universität Fribourg und zudem an der Universität Lugano und der Universität Hildesheim als Assistenzprofessorin tätig.
Früh interessierte sie sich für populäre Unterhaltungskultur und das Medium Fernsehen. In den 90erJahren fokussierte sie sich auf Erzählstrategien zeitgenössischer Fernsehserien. Ausgehend von den amerikanischen Serienproduktionen untersuchte sie deren Übernahme im deutschsprachigen Fernsehen. Neben den Strategien des Erzählens beschäftigt sie auch die Rezeption durch das Publikum, die Fankultur. Mit dem Aufkommen des Internets erweitert sie ihr Interessengebiet auf die aufkommende Hypekultur, Mash-Ups und virale Videos/Digital Storytelling.

## Publikationen
- Andacht und Abenteuer: Berichte europäischer Jerusalem- und Santiago-Pilger (1320-1520). Gunter Narr Verlag, 1990, ISBN 978-3-8233-4003-4
- Pilgerkompass. Auf den Spuren des Jakobspilger. Mit Jolanda Blum. Verlag Wiese, 1993. ISBN 978-3-909158-92-8
- Cut: Film- und Videomacherinnen Schweiz. Von den Anfängen bis 1994 – Eine Bestandesaufnahme. Hg: Blöchlinger et al. Stroemfeld Verlag, 1995. ISBN 978-3-86109-111-0
- Morde im Paradies: Amerikanische Detektiv- und Abenteuerserien der 80er Jahre. 2. Auflage UVK, Oelschläger Verlag 1995, ISBN 978-3-89669-153-8[9]
- Medien und Aussagen. In: Einführung in die Publizistikwissenschaft. 1996, S. 39–58.[10]
- Fernsehen DRS: Werden und Wandel einer Institution. Ein Beitrag zur Medienhistoriographie als Institutionengeschichte, Zürich: IPMZ – Institut für Publizistikwissenschaft und Medienforschung der Universität Zürich 1998 (= Reihe: Diskussionspunkt; Bd. 35), In: Publizistik. Band 45, Nr. 1, 1. März 2000, ISSN 1862-2569[11]
- Wie im Leben nur dichter. Realitätsgestaltung im "Tatort. Erika Keil (Hg.), Museum für Gestaltung Zürich, Schriftenreihe.
- Man kann nicht nicht unterhalten. Beiträge zur Unterhaltungspublizistik. LIT Verlag, Wien 2013, ISBN 978-3-643-80148-7.[12]
- Gehört – Gesehen/Heard – Seen. Das audioviduelle Erbe und die Wissenschaft. 1. Auflage. hier + jetzt, Baden Lugano 2007, ISBN 978-3-03919-062-1[13]
- Signs of Time. Cumulative Narrative in Broadcast Television Fiction. (= Medialität – Crossmedialität. Beiträge zur Fernseh- und Onlineforschung. 4), Lit, Wien/Zürich 2018, ISBN 978-3-643-80273-6.[14]